# Trellius helverseni
Trellius helverseni är en insektsart som först beskrevs av Heller, K.-g. 1985.  Trellius helverseni ingår i släktet Trellius och familjen syrsor. Inga underarter finns listade i Catalogue of Life.